# Gare de Nakatsu
La gare de Nakatsu (中津駅, Nakatsu-eki) est une gare ferroviaire de la ville de Nakatsu, dans la préfecture d'Ōita au Japon. Elle est gérée par la compagnie JR Kyushu.

## Situation ferroviaire
La gare est située au point kilométrique (PK) 51,8 de la ligne principale Nippō.

## Histoire
La gare a été inaugurée le 25 septembre 1897.

## Service des voyageurs

### Accueil
La gare dispose d'un bâtiment voyageurs, avec guichets, ouvert tous les jours.

### Desserte
- Ligne principale Nippō :
  - voies 1, 3 et 4 : direction Kokura
  - voies 1, 2 et 4 : direction Beppu et Ōita